# Federazione di rugby a 15 di Figi
La Fiji Rugby Union è l'organismo di governo del rugby XV a Figi.
Essa è divisa in 30 unioni provinciali. La Fiji Rugby Union era membro della Pacific Islands Rugby Alliance (PIRA), insieme a Tonga e in precedenza anche a Samoa. Ci sono circa 80.000 giocatori registrati su una popolazione di 950000 persone a Figi. Il patrono dell'unione è il Presidente delle Figi, Josefa Iloilovatu Uluivuda.

## Storia
Alle Isole Figi il rugby arriva attorno al 1880, dopo che nel 1874, gli inglesi hanno preso possesso delle isole.

## Squadre

### XV Internazionale
Al momento numero 12 nel ranking mondiale IRB. Figi è la squadra dominante delle Isole del Pacifico, e campione in carica del Tri Nations del Pacifico.

### 7 Internazionale
Figi ha vinto la Coppa del Mondo di rugby a 7 due volte, nel 1997 e nell'ultima edizione del 2005. Giocano nelle World Rugby Sevens Series, un circuito annuale di otto tornei in giro per il mondo, e lo hanno vinto nel 2006 terminando il dominio della Nuova Zelanda.

### Altre Squadre
Altre squadre delle Figi sono le Figi A, dette anche "Warriors", una squadra con limitazioni di età, e anche la squadra femminile, ancora sotto sviluppo ma con la speranza di essere invitata alla prossima Coppa del Mondo di rugby femminile.
Esiste anche una squadra Indo-Figiana, per partecipare ai Giochi Asiatici.

## Competizioni Nazionali

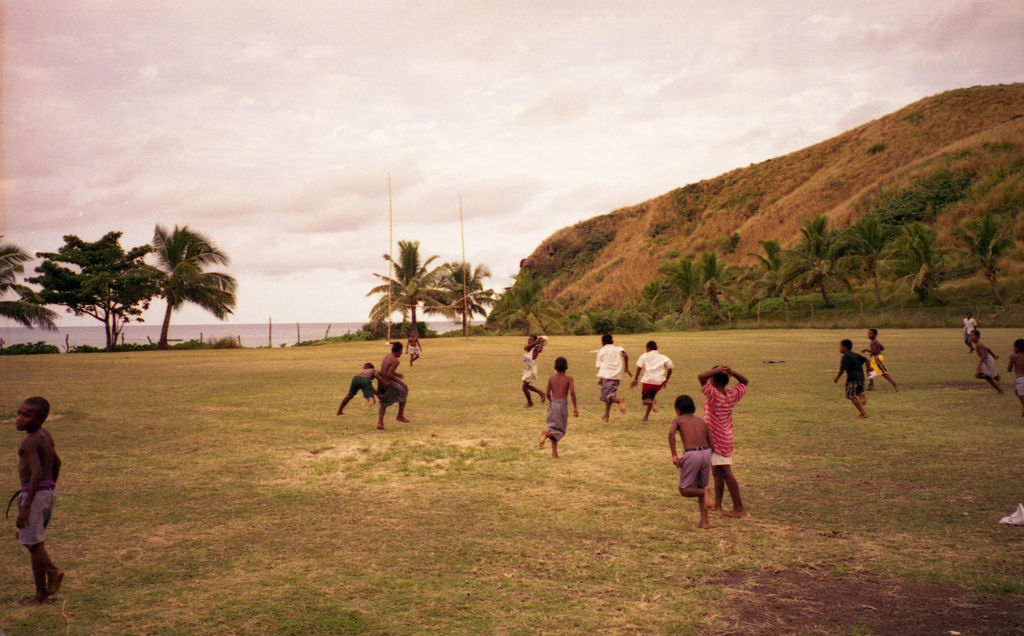
Rugby a 15 giocato a Figi

Oggi esiste una competizione nazionale professionale di 6 squadre, chiamata Colonial Cup (simile come composizione al Super 14). Prima di questa competizione Figi aveva una Prima Divisione composta di 12 squadre. Cinque squadre della Colonial Cup vennero create dalle 12 squadre della Prima Divisione, basate sulle divisioni regionali, con l'obiettivo di creare una "competizione più competitiva che portasse ad alzare il livello medio della competitività del rugby locale".
La FRU ha, inoltre, sviluppato una paga base per i giocatori internazionali.
Le competizioni nazionali includono anche la Farebrother-Sullivan Cup, e un torneo locale a sette.